# Universidade Federal de Goiás
Universidade Federal de Goiás (UFG) er et anset universitet i Goiânia, Goiás, Brasilien. Grundlagt i 1960. I dag (2010) har universitetet ca. 25.468 studerende.